# Castelul Ancenis
Castelul Ancenis (în franceză Château d'Ancenis) este un castel medieval situat pe Valea Loarei în apropierea comunei Ancenis. Este o construcție cu o mare importanță strategică datorită situației frontaliere și poziția pe axa de comunicații și de intrare care o constituia Loara în Evul Mediu. Primul castel a fost construit între 980-985 de către Guérech, conte de Nantes și duce de Bretania, fiul lui Alain Barbe Torte, eliberatorul orașului Nantes și soția sa Aremberge, pentru a apăra conția nanteză de cea din Anjou.
Un șant săpat în stâncă izoleaza  castelul de oraș, el în sine fortificat.În 987 castelul este asediat de către Geoffroy de Anjou, care a pierit în fața zidurilor sale. Fiul lui Guérech, Alain, nu l-a prea atras castelul, făcându-l cadou în jurul anului 1000, unuia dintre soldații săi cei mai valoroși, un anume Alfrid sau Alfred, cu condiția ca să-l păzească, astfel acesta devenind primul senior de Ancenis. Acestuia i-au succedat Maurice, Guihenec II sau Guihenoc II, Geoffroy I, Guihenoc III si 6 Geoffroy.
Proprietate a baronilor de Ancenis, castelul a intrat în posesia lui Henric al II-lea, regele Angliei, care a mărit fortificațiile și i-a încredințat garda lui Maurice de Craon. Philippe-Auguste a reluat locul care a fost din nou adus în 1213/1214 sub Philippe de Dreux. Castelul a fost asediat de englezi în 1214, apoi din nou de armata franceză în 1220.
În 1230, [Ludovic al IX-lea al Franței|Ludovic al IX-lea]] a venit la Ancenis și a emis o ordonanță care a degajat seniorii cu jurământ de fidelitate împotriva ducelui lor. În timpul lungului război Blois și Montfort, Ancenis a fost ocupat de francezi. Prin căsătoria lui Jeanne al II-lea, baron de Ancenis, fieful a trecut în sânul ilustrei familii Rieux.
Castelul a fost demolat în 1487 din ordinul lui Carol al VII-lea și în 1490 din ordinul Anei de Bretania. Este imediat reconstruit în 1530, pentru a fi din nou demolat în 1626 din ordinul lui Ludovic al XIII-lea. A fost din nou distrus în secolul al XVIII-lea de către vendeeni (vendéens - în franceză). În 1598 castelul a fost scena reuniunilor pregătitoare pentru semnarea Edictului de la Nantes (asigura libertatea religiei protestante hughenote în Franța), între reprezentanții lui Henric al IV-lea și cei ai ducelui de Mercoeur, baron de Ancenis.
În timpul războiului Vendeii (unul dintre războaiele civile din timpul revoluției franceze), Ancenis a fost ocupat de trei ori: în iunie 1793, înainte de atacul de la Nantes; în octombrie dupa trecerea peste Loara; în decembrie, înainte de bătălia de la Mans. Pe 17 iunie forțele regale, conduse de generalul Canclaux, atacă Ancenis (asediul a durat mai mult de 15 ore). Armata vendeeană trece Loara pe la Saint-Florent-Varades pe 16 octombrie 1793. Pe la jumătatea lunii decembrie, se întoarce o trupă dezordonată, care a fost înăbușită de generalul François Westermann.
Începând cu secolul al XVII-lea, istoria Ancenis-ului se reduce la câteva fapte mai importante: Ludovic al XIII-lea a trecut prin oraș în 1614 și în 1622; Ludovic al XIV-lea s-a oprit aici în 1661.

## Legături externe
- fr  Ancenis